# Міст Вест-Лінк
Вест-Лінк (ірл. Droichead an Nascbhóthair Thiar) — це платний міст (насправді мости-близнюки) на автомагістралі M50 на захід від Дубліна, Ірландія, який керується компанією Emovis для Транспортної інфраструктури Ірландії.

## Історія
Про плани будівництва мосту було оголошено в 1987 році, їх оголосив міністр навколишнього середовища Падрайг Флінн. На той час передбачалося, що це буде найбільший міст, коли-небудь збудований у штаті, і коштуватиме близько £30 мільйонів. Після завершення очікувана плата коштуватиме водієві «приблизно шістдесят пенсів». Міст був побудований як частина першої черги автомагістралі М50, і він та пов’язана з ним ділянка автомагістралі (розв’язки 6-7) були першою ділянкою М50, відкритою в 1990 році. Побудований NTR plc (тоді National Toll Roads plc) за угодою з радою округу Дублін, міст був раннім прикладом державно-приватного партнерства (хоча цей термін не використовувався в той час) і був першим в державі відкритою ділянкою платної автостради. В обмін на будівництво та обслуговування мосту НТР отримала право експлуатувати його як платний протягом тридцяти років. Спочатку була однопролітна конструкція, другий проліт був завершений і відкритий у вересні 2003 року. У 2007 році Національне управління доріг уклало угоду з NTR про викуп платного мосту з 1 серпня 2008 року. NTR продовжувала експлуатувати міст до 29 серпня 2008 року. На той момент шлагбауми платних дорожніх майданчиків були замінені на електронне стягнення мита на платформі.

## Структура
Міст перетинає річку Ліффі у місці, відомому як Суничні грядки. На автомагістралі вона починається в точці приблизно за 2 км на південь від розв’язки 6 (Бланчардстаун) і йде до точки майже безпосередньо на північ від розв’язки 7 (Палмерстаун). Його довжина становить 385 метрів, а на найвищій висоті він знаходиться приблизно на 42 метри над річкою. Дані 2005 року свідчать про те, що міст проходив у середньому 98 000 автомобілів на день. Цей міст є єдиним мостом Ліффі між Чапелізод і Луканським мостом (обидва є вузькими двосмуговими спорудами), тому через нього пропускається велика кількість транспорту, що проходить між північною та південною передмістями Дубліна.

## Платна система
З 30 серпня 2008 року діє плата за відкриті дороги. З 2022 року плата за проїзд становить 2,20 євро для автомобілів на обліковому записі з тегом, 2,70 євро для автомобілів, номерні знаки яких зареєстровано в eFlow у відеоакаунті, і 3,20 євро для незареєстрованих автомобілів. Незареєстровані транспортні засоби можуть оплатити в пунктах Payzone, зателефонувавши в службу підтримки клієнтів eFlow або сплативши на веб-сайті eFlow. Водії, які не сплатили, отримують штрафи, що збільшуються, залежно від того, як довго мито залишається несплаченим.
До 29 серпня 2008 року дорожні збори зазвичай сплачувалися готівкою на платних майданчиках колишнім операторам NTR plc. Система попередньо оплачених тегів, Eazy Pass, також використовувалася з початку 2000-х років, але не була безбар’єрною, на відміну від нинішніх механізмів.